# Cholamballi, Channarayapatna
Cholamballi là một làng thuộc tehsil Channarayapatna, huyện Hassan, bang Karnataka, Ấn Độ.